# Monumento à Guerra Vitoriosa de Libertação da Pátria
O Monumento à Guerra Vitoriosa de Libertação da Pátria (em coreano: 조국해방전쟁승리기념탑; hanja: 祖國解放戰爭勝利記念塔) é um monumento ao ar livre no distrito de Pot'onggang-guyŏk, em Pyongyang, na Coreia do Norte. É localizado no lado de fora do Museu da Guerra Vitoriosa de Libertação da Pátria. O monumento é uma série de estátuas representando soldados de vários ramos do Exército Popular da Coreia.

## Composição
A construção do Monumento à Vitória da Guerra de Libertação da Pátria começa com o reconhecimento de que a Guerra da Coreia foi considerada a Guerra de Libertação da Pátria e que esta guerra foi vencida contra o imperialismo americano e tem como significado "proteger a libertação da pátria mãe da ameaça de controle colonial dos Estados Unidos". A Guerra da Coreia é usada como um importante meio político e de socialização na República Popular Democrática da Coreia e, para esse fim, a data do acordo de armistício foi designada como o Dia da Vitória na Grande Guerra de Libertação da Pátria, e um memorial para a vitória da Guerra de Libertação da Pátria foi construído ao longo do rio Taedong.
Foi construído em 26 de julho de 1993 com uma cerimônia de inauguração acompanhada por um grande desfile militar. O monumento foi concluído em 1993 para marcar o 40.º aniversário do fim da Guerra da Coreia. Desempenha o papel de unir ideologicamente o povo da República Popular Democrática da Coreia, lembrando-os da Guerra da Coreia. Kim Il-sung descreveu a estrutura como "um museu ao ar livre, que mostra a honra de heróis e guerreiros".

## Localização e descrição

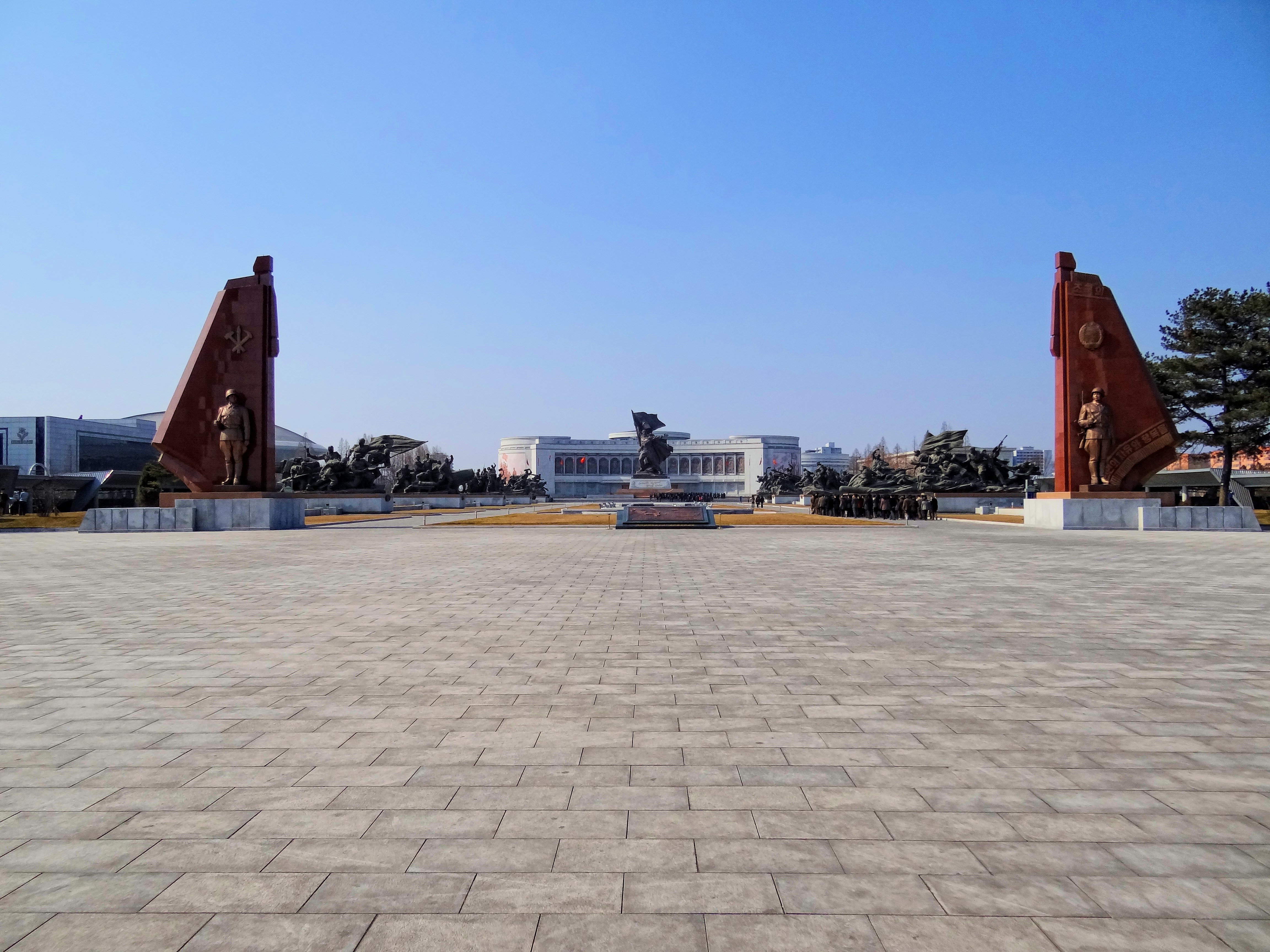
O Museu da Guerra Vitoriosa no plano de fundo, a Estátua da Vitória no centro, as bandeiras do PTC (à esquerda) e do EPC (à direita) e o Monumento à Guerra Vitoriosa de Libertação da Pátria atrás

Está localizado em uma área perto da Estação Hyoksin no Metrô de Pyongyang. É um dos monumentos representativos que simbolizam Pyongyang, junto com a Torre da Ideologia Juche, o Monumento das Três Cartas para a Reunificação Nacional e o Monumento à Fundação do Partido.
Depois de passar pelo portão principal, há uma nota manuscrita à esquerda e à direita. A seguinte nota está gravada no monumento manuscrito:

As grandes dedicações heroicas do nosso Exército Popular e do povo coreano, que herdaram a tradição antijaponesa e conseguiram conquistar as forças imperialistas da Grande Guerra de Libertação Pátria e que honrosamente defenderam a liberdade e a independência do nosso país, brilharão muito em todas as gerações.
O tema central do monumento é a vitória da frente de batalha, dez estátuas militares representando as principais cenas de batalha da Guerra da Coreia estão alinhadas em duas filas. A Estátua da Vitória é um retrato de um soldado do Exército Popular da Coreia segurando a bandeira da República Popular Democrática da Coreia. Em ambos os lados da entrada, as bandeiras do Partido dos Trabalhadores da Coreia e do Exército Popular da Coreia feitas de granito vermelho estão erguidas.

## Galeria

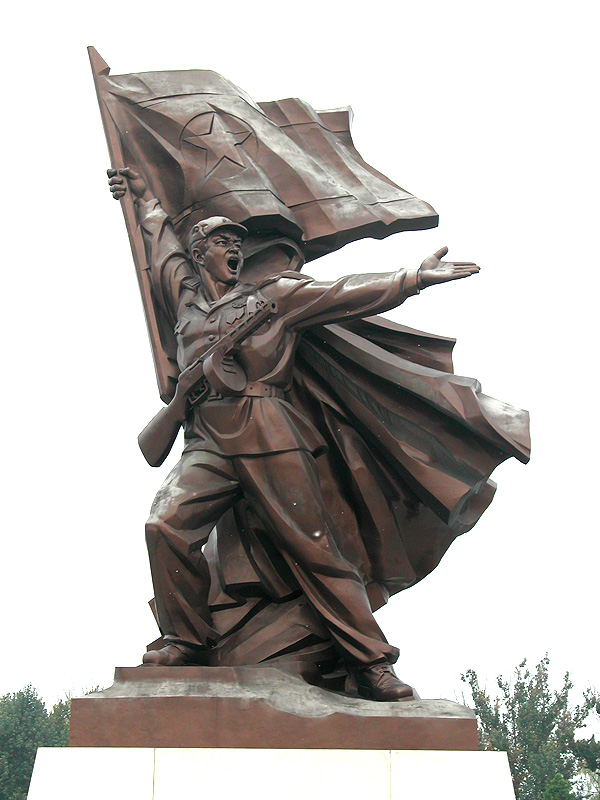
A escultura central: Estátua da Libertação Vitoriosa da Pátria
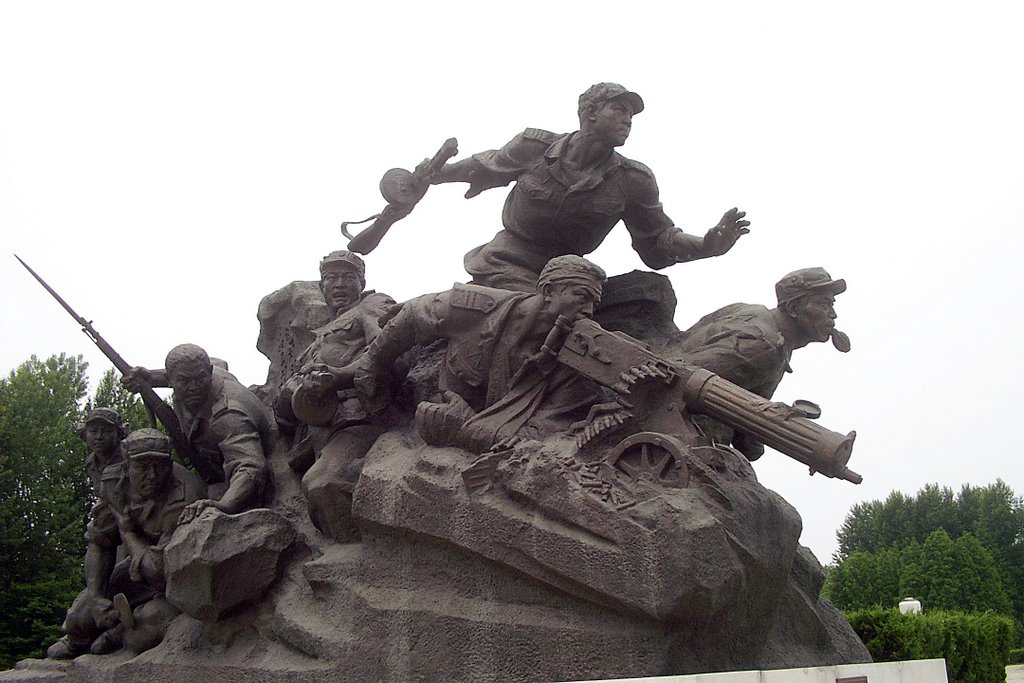
Defensores da Colina 1211
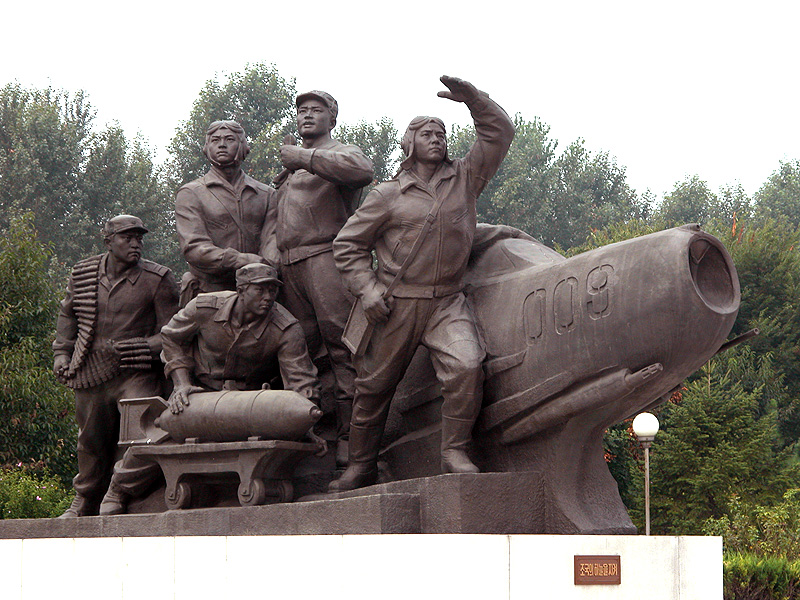
Defensores do Céu da Pátria
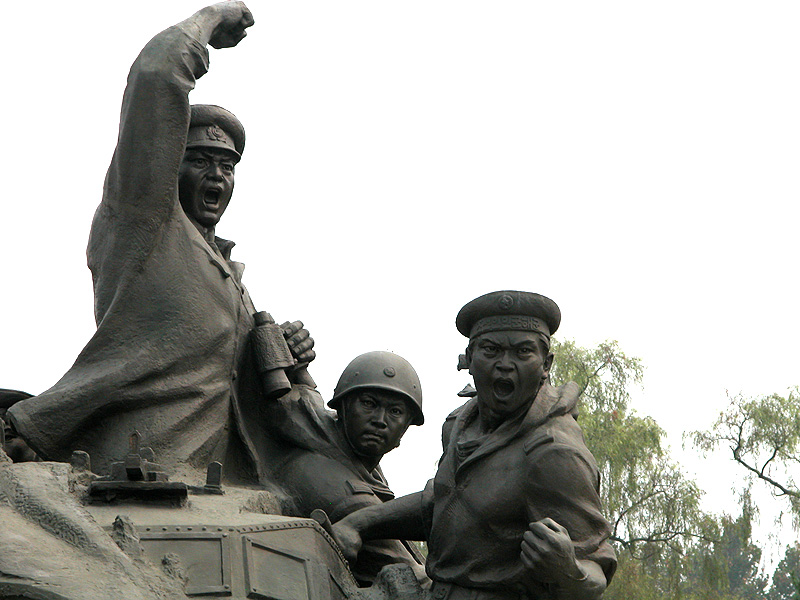
Defensores do Mar da Pátria
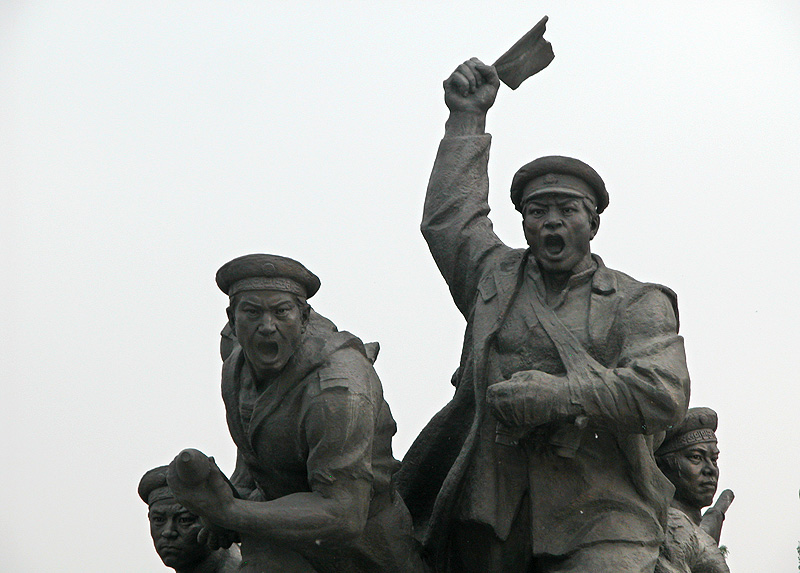
Heróis de Wolmido
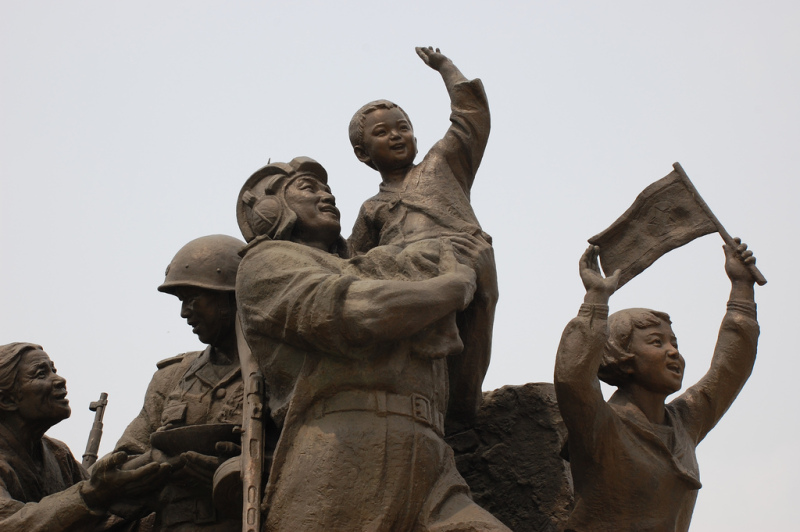
Na Terra Libertada do Sul
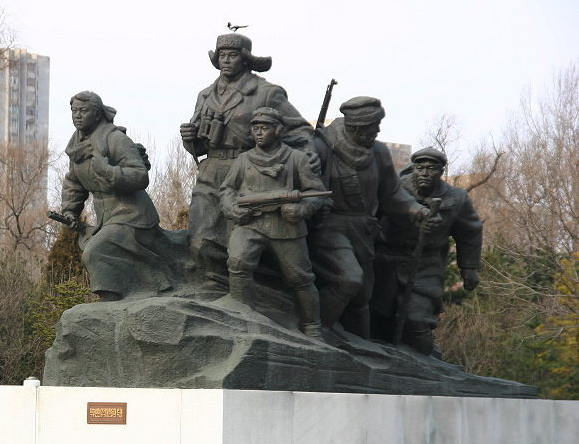
A Luta da Guerrilha Popular